# 2015年布隆迪未遂政变
2015年布隆迪未遂政变，又称5.13未遂政变是由布隆迪陆军将领戈德弗瓦·尼永巴雷携同多位将领于2015年5月13日为阻止总统皮埃尔·恩库伦齐扎参选连任所发动的政变。政变结束后，恩库伦齐扎对内阁进行了肃清，开除了3名部长。
政變發生時，皮埃尔·恩库伦齐扎正在鄰國坦尚尼亞，準備出席第13屆東非共同體特別峰會，會中原訂討論蒲隆地當前問題。恩库伦齐扎收到消息後，企圖馬上回國，但因為叛軍士兵已經控制了首都布琼布拉的機場，所以他無法辦到。儘管如此，陸軍參謀总長尼永加博（Prime Niyongabo）在接受國家電视台采訪時仍稱，在13日晚上至14日的政變計畫已被他擊潰，呼籲其他叛軍投降，政府軍仍握有國家電视台與總統府的控制權。稍後，叛军与政府军为争夺国家电视台控制权而交火。
5月15日，政府當局宣布此次政變失敗，三名將軍被逮捕，而首謀戈德弗瓦·尼永巴雷已逃出蒲隆地，總統恩库伦齐扎也已經安全回國。

## 背景
根据《布隆迪宪法》规定总统由直接普选产生，任期五年，可连任一次。2015年，布隆迪将举行总统选举，但各方对总统皮埃尔·恩库伦齐扎能否参选存在争议。反对党认为倘若他连任将违反总统不能任超过两届规定，并威胁举行示威。总统支持者认为恩库伦齐扎在2005年是议会选举当上总统，而非直接普选产生，因此如果算上2010年的直接普选话，恩库伦齐扎还可连任一次。消息散播后，布隆迪全国发生骚乱。
戈德弗瓦·尼永巴雷出生于1969年，早年在保卫民主全国委员会—保卫民主力量为恩库伦齐扎工作。内战结束后任陆军参谋总长，是该国首位胡图族陆军参谋总长。两人关系在2013年疏远，并在2015年2月恩库伦齐扎解除尼永巴雷情报局局长职务后破裂。

## 过程
2015年5月13日，陆军将领戈德弗瓦·尼永巴雷趁着总统恩库伦齐扎前去坦桑尼亚参加峰会讨论布隆迪局势时透过广播电台宣布发动政变，罢免总统和解散政府。此次政变获得了包括前国防部长西里尔·恩达依鲁基耶在内的多位陆军将领及警方高层相助。政变发生后，民众纷纷湧入首都布琼布拉挥旗庆祝。
恩库伦齐扎得知消息后试图乘机回国，但因叛军下令关闭国际机场，担心不能安全降落而回到达累斯萨拉姆。陆军参谋总长普里梅·尼永加博在布隆迪国家广播电视台宣称已挫败政变，并要求叛军投降，还称总统府和国家电视台控制权在政府军手上。之后，叛军对国家广播电视台发动袭击，但未能攻下。同时，政府军已夺回首都机场的控制权。
恩库伦齐扎藉由国家广播电视台谴责“政变发动者”，呼吁参与“政变”的士兵缴械投降，称将大赦他们。此举引得叛军再次进攻国家广播电视台，但再次被政府军击退。5月14日晚，总统办公室称总统已回国。恩库伦齐扎表示对「军队和警察的爱国热情表示钦佩」。一名高级警官称叛军已陷入混乱，正四处逃窜。恩达依鲁基耶也承认政变失败。
5月15日，政变领导人在缴械后被捕。恩库伦齐扎已返回总统府。政变首脑尼永巴雷撤回投降决定，潜逃出国。

## 后续
2015年5月18日，总统恩库伦齐扎解除国防部长蓬蒂安·加西尤布文盖、外交部长洛朗·卡瓦库雷和贸易部长玛丽-罗丝·尼齐吉伊马纳职务。